# Hosjö
Hosjö API:/'huːɧø/ est une paroisse et une banlieue de Falun en Dalécarlie, Suède.

## Étymologie
« Ho », dans le nom Hosjö, est le terme suédois pour évier ou cuvette. Le mot « sjö »signifie simplement lac en suédois.

## Description
Hosjö forme la partie la plus orientale de la ville  de Falun et se compose principalement de maisons, avec quelques appartements.
À Hosjö, on trouve une épicerie, une agence de presse, une école, des établissements préscolaires, une station-service, une pizzeria, quelques installations sportives et des industries (2005). La paroisse séparée de l'ancienne paroisse de Vika  compte environ 3 000 habitants (2005). Hosjö est un lieu de vie, les déplacements vers les autres banlieues de Falu et le centre de Falun sont courants. La banlieue est située entre deux lacs, Hosjön et Runn, et est subdivisée en différents quartiers, tels que Hosjöstrand, Backberget, Central Hosjö, Uddnas, Karlslund, Skutudden, et Hosjöholmen.

## Église

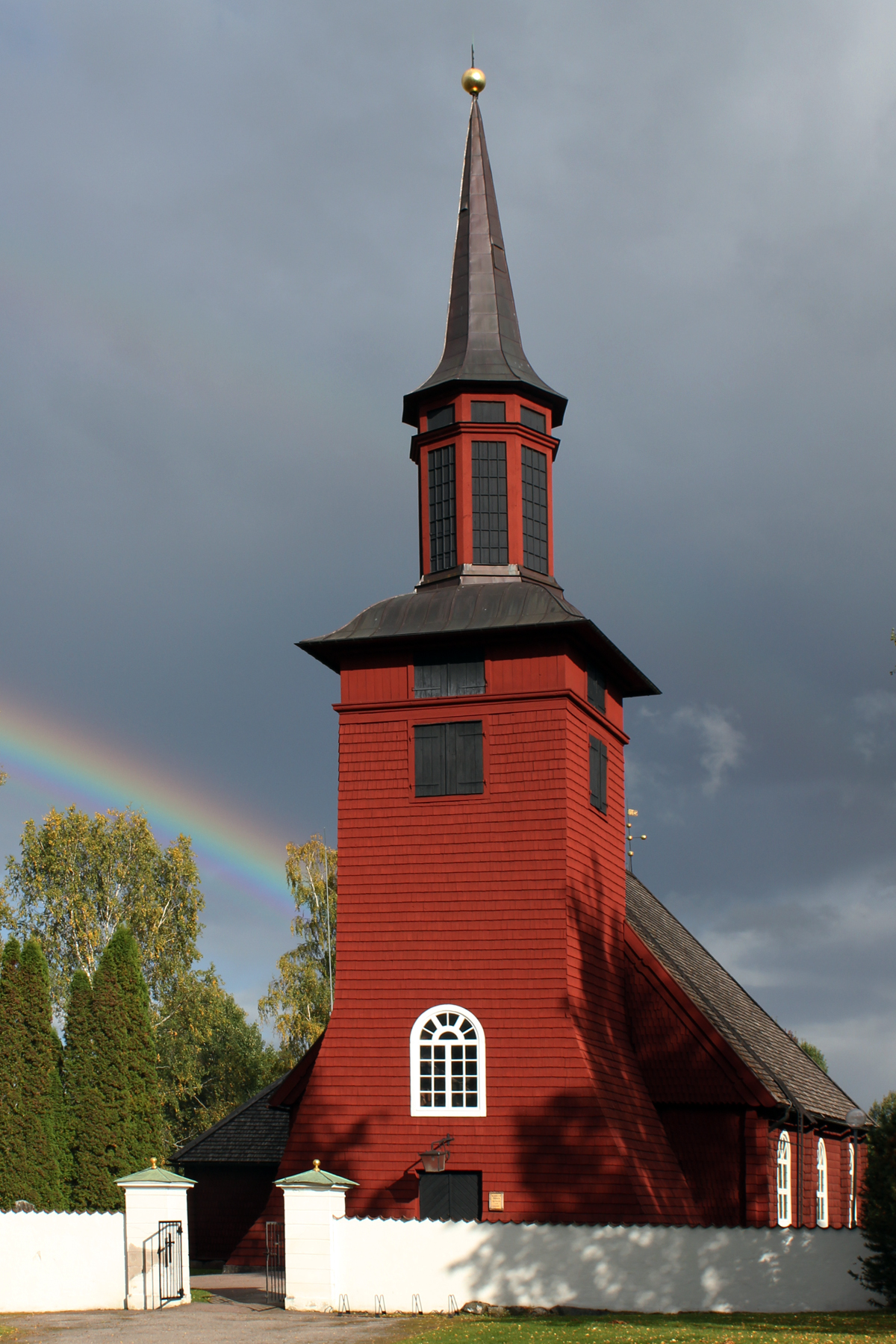

L'église de Hosjö (anciennement chapelle de Hosjö) est une église en bois Rouge de Falun qui a été achevée en 1663.

## École
L'école de Hosjö (en suédois : Hosjöskolan) est une école élémentaire municipale de premier et de second cycle (classes 1 à 6). Les jeunes de la banlieue fréquentent l'école primaire supérieure (classes 7-9) de l'école Hälsinggården .